# Maria Kliegel

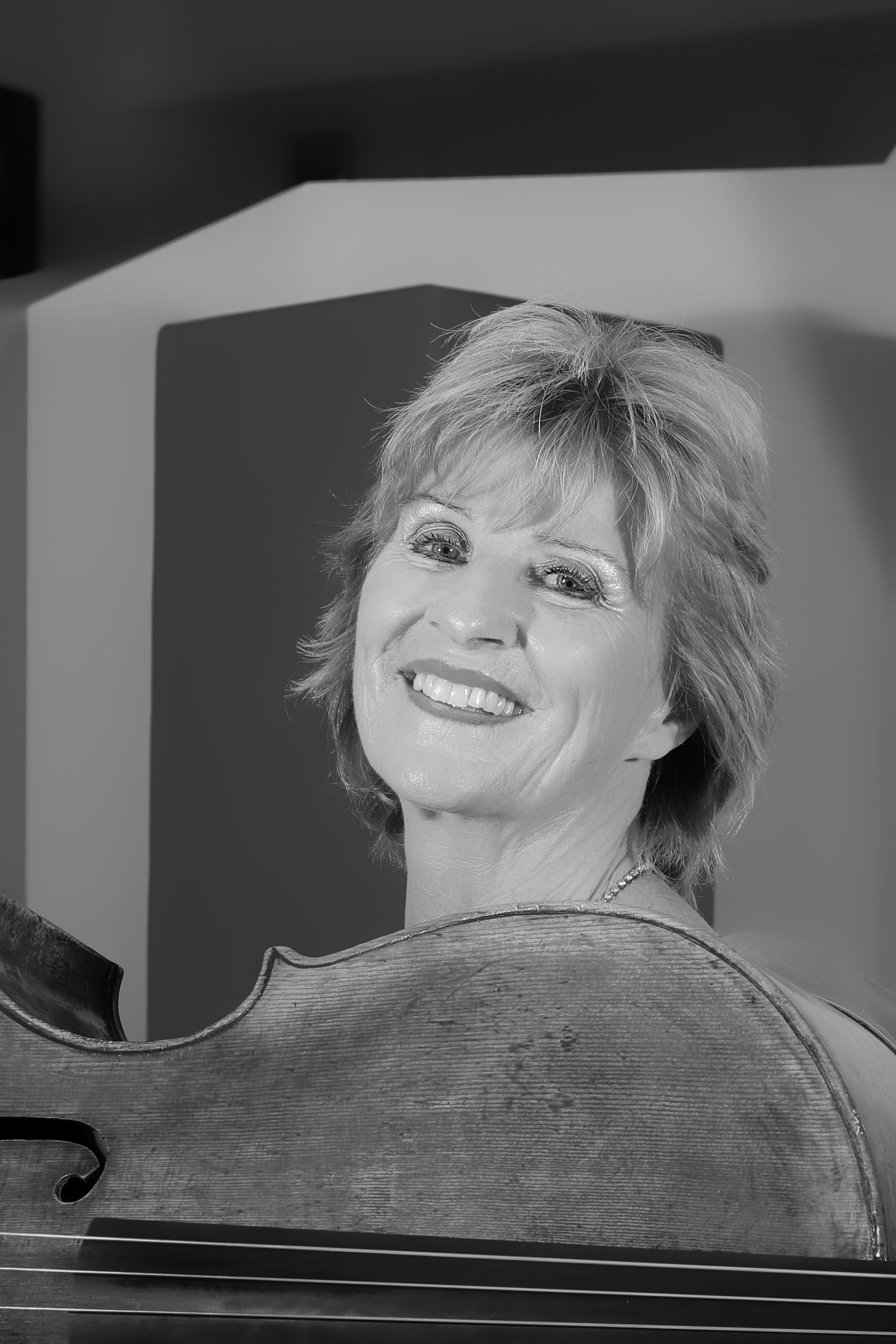
Maria Kliegel

Maria Kliegel (Dillenburg, Hesse, el 14 de noviembre de 1952) es una violonchelista alemana.  

## Carrera profesional
Kliegel nació en Dillenburg, Hesse. Estudió con Janos Starker desde los 19 años. Obtuvo el primer premio en la Competición Universitaria Estadounidense, la Primera Competición Alemana de Música y el Concours Aldo Parisot y también fue la ganadora del Gran Premio en la segunda Competición Internacional Mstislav Rostropovich de violonchelo en 1981.
El compositor ruso Alfred Schnittke reconoció su interpretación como la referencia de su obra cuando grabó su primer Concierto para violonchelo y orquesta en 1990. Tras este triunfo, ha realizado numerosas grabaciones para Naxos, entre ellas de conciertos y otras obras de Beethoven, Bloch, Brahms, Bach, Chaikovski, Donnhanyi, Dvořák, Elgar, Lalo, Saint-Saëns, Shostakóvich, Schumann y Taverner. También ha grabado una gran cantidad de música de cámara de Brahms, Chopin, Demus, Gubaidulina, Kodály, Mendelssohn y Schubert.  
Anteriormente empleaba un Stradivarius, que había llegado a ser conocido como el ex-Gendron, por el célebre violonchelista francés Maurice Gendron. En la actualidad, toca un violonchelo fabricado por Carlo Tononi en Venecia hacia 1730.
Desde 1986 da clases magistrales en la Hochschule für Musik Köln.

## Discografía selecta
(Orden alfabético del apellido del compositor)
- Bach: Suites para violonchelo solo n.º 1-6 BWV 1007-1012 (completas). Naxos 8.557280-81 (2CD, 2005)
- Beethoven: Sonatas para violoncelo n.º 1 y 2, Op. 5; Variaciones WoO 46. Con Nina Tichman (piano) Naxos 8.555785 (2002)
- Beethoven: Sonatas para violonchelo n.º 3 Op. 69 y Op. 64. Con Nina Tichman (piano) Naxos 8.555786 (2001)
- Beethoven: Sonatas para violonchelo n.º 4 y 5 Op. 102. Con Nina Tichman (piano) Naxos 8.555787 (2003-04)
- Brahms: Sonatas para violonchelo Opp. 38, 78 y 99. Con Kristin Merscher (piano) Naxos 8.550656 (1991)
- Chaikovski: Variaciones sobre un tema rococó, Pezzo capriccioso, Nocturno; Bruch: Kol Nidre; Bloch: Schelomo. Con la Orquesta Sinfónica Nacional de Irlanda, Gerhard Markson (director) Naxos 8.550519 (1993)
- Chopin: Sonata para violonchelo; Polonaise brilliante; Gran dúo. Con Bernd Glemser (piano) Naxos 8.553159 (1994)
- Dvořák; Elgar: Conciertos para violonchelo. Con la Royal Philharmonic Orchestra, Michael Halasz (director). Naxos 8.550503 (1992)
- Fauré: Sonatas para violonchelo n.º 1 y 2; Après un rêve, Papillon, Siciliana. Con Nina Tichman (piano) Naxos 8.557889 (2005)
- Haydn: Tres conciertos para violonchelo. Con la Orquesta de Cámara de Colonia, Helmuth Müller-Brühl (director). Naxos 8.551559 (2000)
- Kodály: Tres preludios corales; Sonatas para violonchelo Opp. 4 y 8. Con Jenő Jandó (piano). Naxos 8.553160 (1994-95)
- Lalo: Concierto para violonchelo en re menor; Sonata para violonchelo y piano; Chants russes para violonchelo y piano. Con Bernd Glemser (piano), Nikolaus Esterházy Sinfonia, Michael Halasz (director) Naxos 8.554469 (1998)
- Mendelssohn: Sonatas para violonchelo n.º 1 y 2; Variaciones concertantes. Con Kristin Merscher (piano) Naxos 8.550655 (1992)
- Saint-Saëns: Conciertos para violonchelo n.º 1 y 2; Suite Op. 16; Allegro appassionato; El cisne. Con Bournemouth Sinfonietta, Jean-François Monnard (director). Naxos 8.553039 (1995)
- Saint-Saëns: Sonatas para violonchelo n.º 1 y 2; Suite para violonchelo y piano Op. 16. Con François-Joël Thiollier (piano) Naxos 8.557880 (2004)
- Schubert: Sonata arpeggione; Schumann: Fantasiestücke, Op. 73, Stücke im Volkston, Adagio y allegro. Con Kristin Merscher (piano) Naxos 8.550654 (1991)
- Shostakóvich: Conciertos para violonchelo. Con la Sinfónica de la Radio Nacional Polaca (Katowice), Antoni Wit (director). Naxos 8.550813 (1995)